# Jes Macallan
Jes Macallan (Sarasota, 9 agosto 1982) è un'attrice e modella statunitense.
È nota per il ruolo di Josslyn Carver nella serie americana ABC Mistresses - Amanti e per il ruolo di Ava Sharpe in Dc's Legends of Tomorrow

## Vita e carriera
Macallan è nata a Sarasota (Florida). Ha vissuto a Milano, studiando alla Bocconi, e poi si è laureata all'Università della Florida con una laurea in Marketing Internazionale. Ha iniziato la carriera di modella nei primi anni 2000 e poi si è laureata al Maggie Flanigan Studio di New York City. Dal 2011 al 2012, Macallan è comparsa in molte serie televisive, tra cui Femme Fatales, Shameless, Justified, The Protector, Grey's Anatomy e NCIS: Los Angeles. Macallan è stata sposata con l'attore canadese Jason Gray-Stanford.
Nel 2012 ha ottenuto un ruolo principale nella serie  Mistresses - Amanti riguardo alla vita di quattro amiche e alle loro illecite e complicate relazioni. In America, Mistresses ha debuttato il 3 giugno 2013 e il 25 settembre 2013 la ABC ha rinnovato la serie per una seconda stagione che è andata in onda dal 2 giugno 2014. Il 30 settembre 2014 la ABC ha rinnovato la serie per una terza stagione. La produzione dello show è stata spostata da Los Angeles a Vancouver.
Nel 2014, Jes Macallan ha recitato nel film di Lifetime The Mentor. 

## Filmografia

### Cinema
- Ocean's 7-11, regia di Tim Calandrello (2008)
- One, Two, Many, regia di Michael DeLorenzo (2008)
- Identity Crisis, regia di Brad Jurjens (2008)
- Hired Gun, regia di Brad Jurjens (2009)
- Behaving Badly, regia di Juan Drago (2009)
- Being Bin Laden, regia di Lloyd D'Souza (2011)
- Kiss Me, regia di Jeff Probst (2014)
- Gli occhi su di te (The Mentor), regia di Anthony Lefresne (2014)
- Thirst, regia di Greg Kiefer (2015)

### Televisione
- Shameless  - serie TV, episodio 1x04 (2011)
- Justified - serie TV, episodio 2x03 (2011)
- The Protector - serie TV, episodio 1x09 (2011)
- Crash & Burn - film TV, regia di Lance Krall e Peter Siaggas (2012)
- Grey's Anatomy - serie TV, episodio 8x12 (2012)
- NCIS: Los Angeles - serie TV, episodio 3x17 (2012)
- Mistresses - Amanti (Mistresses) - serie TV, 52 episodi (2013-2016)
- Femme Fatales - Sesso e crimini (Femme Fatales) - serie TV, episodio 2x10 (2012)
- Red Band Society - serie TV, episodi 1x08 e 1x10 (2014-2015)
- Un marito per Natale (Married by Christmas) - film TV, regia di Married by Christmas (2016)
- Relationship Status - serie TV, episodi 1x10 e 1x11 (2016)
- Legends of Tomorrow - serie TV, 33 episodi (2017-2022)
- An Uncommon Grace - Un mistero da risolvere (An Uncommon Grace) - film TV, regia di David Mackay (2017)

### Cortometraggi
- The Football Fairy, regia di Rick Baker (2011)

## Doppiatrici italiane
Nelle versioni in italiano dei suoi film, Jes Macallan è stata doppiata da:
- Barbara De Bortoli in Femme Fatales - Sesso e crimini
- Emanuela D'Amico in Un marito per Natale
- Chiara Gioncardi in Mistresses - Amanti
- Gilberta Crispino in Grey's Anatomy
- Monica Ward in Legends of Tomorrow
- Daniela Calò in NCIS: Los Angeles
- Franca D'Amato in Red Band Society